# 伊藤謙哉
伊藤 謙哉（いとう けんさい、1928年3月1日 - ）は、日本の天文学者、宇宙物理学者。立教大学名誉教授。

## 人物
林忠四郎の弟子であり、宇宙線の研究者として知られている。私立大学キャンパスシステム研究会（略称『CS研』）の初代会長。京都府京都市出身。趣味はテニス。

## 略歴
- 1957年：京都大学理学部物理学科卒業。大学院に進学するが中退。
- 1960年：立教大学理学部講師
- 1962年：立教大学理学部助教授。同年3月　京都大学理学博士　「天体内における陽子過剰重元素の形成」。
- 1968年：立教大学理学部教授

## 著書
- 現代天文学講座12・宇宙の観測2（恒星社厚生閣）
- 宇宙と星の基礎知識・宇宙線はどこで生まれたのですか（講談社、1989年）

## 共著書
- 現代物理学の基礎・宇宙物理学（共著、岩波書店）

## 編書
- 太陽系・宇宙はいま（共立出版、1986年）

## 訳書
- 天文用語ハンドブック（パトリック・ムーア著、講談社、身近な科学シリーズ、1980年）
- 星のシナリオ（W.J.カウフマン著、培風館、1982年）
- 新太陽系（J.K.ビアティ著、培風館、1983年）